# Ендруз (Тексас)
Ендруз (енгл. Andrews) град је у америчкој савезној држави Тексас. По попису становништва из 2010. у њему је живело 11.088 становника.

## Демографија
Према попису становништва из 2010. у граду је живело 11.088 становника, што је 1.436 (14,9%) становника више него 2000. године.
| Група             | 2000.         | 2010.         |
| Белци             | 5.202 (53,9%) | 5.101 (46,0%) |
| Афроамериканци    | 197 (2,0%)    | 206 (1,9%)    |
| Азијати           | 69 (0,7%)     | 75 (0,7%)     |
| Хиспаноамериканци | 4.049 (41,9%) | 5.566 (50,2%) |
| Укупно            | 9.652         | 11.088        |